# Formule 3000/1996
Het Formule 3000 seizoen van 1996 was het 12de FIA Formula 3000 International Championship seizoen, en startte op 11 mei 1996. Er werden 10 races gehouden. Dit was ook het eerste seizoen waarin elk team hetzelfde chassis, dezelfde motor en banden had.

## Kalender
|     | Datum        | Land                | Circuit           | Winnaar            | Pole-Position  | Snelste ronde           |
| --- | ------------ | ------------------- | ----------------- | ------------------ | -------------- | ----------------------- |
| 1.  | 11 mei       | Duitsland           | Nürburgring       | Kenny Bräck        | Kenny Bräck    | Kenny Bräck Jörg Müller |
| 2.  | 27 mei       | Frankrijk           | Pau               | Jörg Müller        | Tom Kristensen | Tom Kristensen          |
| 3.  | 21 juli      | Italië              | Pergusa           | Marc Goossens      | Marc Goossens  | Jörg Müller             |
| 4.  | 27 juli      | Duitsland           | Hockenheim        | Kenny Bräck        | Kenny Bräck    | Kenny Bräck             |
| 5.  | 18 augustus  | Verenigd Koninkrijk | Silverstone       | Kenny Bräck        | Kenny Bräck    | Tom Kristensen          |
| 6.  | 24 augustus  | België              | Spa-Francorchamps | Jörg Müller        | Tom Kristensen | Jörg Müller             |
| 7.  | 14 september | Frankrijk           | Magny-Cours       | Marc Goossens      | Marc Goossens  | Kenny Bräck             |
| 8.  | 21 september | Portugal            | Estoril           | Ricardo Zonta      | Jörg Müller    | Ricardo Zonta           |
| 9.  | 28 september | Italië              | Mugello           | Ricardo Zonta      | Ricardo Zonta  | Ricardo Zonta           |
| 10. | 12 oktober   | Duitsland           | Hockenheim        | Christophe Tinseau | Jörg Müller    | Jörg Müller             |

## Eindstand: FIA Formula 3000 Internationaal Kampioenschap voor rijders
De puntenverdeling per race: 9 punten voor de winnaar, 6 voor de tweede, 4 voor de derde, 3 voor de vierde, 2 voor de vijfde en 1 voor de zesde.
| Plaats | Naam                | Land             | Team                   | Vlag van Duitsland | Vlag van Frankrijk | Vlag van Italië | Vlag van Duitsland | Vlag van Verenigd Koninkrijk | Vlag van België | Vlag van Frankrijk | Vlag van Portugal | Vlag van Italië | Vlag van Duitsland | Totaal |
| ------ | ------------------- | ---------------- | ---------------------- | ------------------ | ------------------ | --------------- | ------------------ | ---------------------------- | --------------- | ------------------ | ----------------- | --------------- | ------------------ | ------ |
| 1      | Jörg Müller         | Duitsland        | RSM Marko              | 6                  | 9                  | 6               | 6                  | -                            | 9               | 4                  | 6                 | 6               | -                  | 52     |
| 2      | Kenny Bräck         | Zweden           | SuperNova Racing       | 9                  | 6                  | -               | 9                  | 9                            | 2               | 6                  | 4                 | 4               | -                  | 49     |
| 3      | Marc Goossens       | België           | Team Astromega         | -                  | -                  | 9               | -                  | -                            | 6               | 9                  | 3                 | 1               | -                  | 28     |
| 4      | Ricardo Zonta       | Brazilië         | Draco Racing           | -                  | 4                  | -               | 1                  | 4                            | -               | -                  | 9                 | 9               | -                  | 27     |
| 5      | Marcos Gueiros      | Brazilië         | SuperNova Racing       | 4                  | -                  | 3               | 4                  | 3                            | -               | -                  | -                 | -               | 6                  | 20     |
| 6      | Tom Kristensen      | Denemarken       | Shannon Racing         | 3                  | -                  | -               |                    |                              |                 |                    |                   |                 |                    | 18     |
| 6      | Tom Kristensen      | Denemarken       | Edenbridge Racing      |                    |                    |                 | 2                  | 6                            | 4               | -                  | -                 | 3               | -                  | 18     |
|        | Christophe Tinseau  | Frankrijk        | Apomatox               | -                  | -                  | 4               | 3                  | 1                            | 1               | -                  | -                 | -               | 9                  | 18     |
| 8      | Cristiano da Matta  | Brazilië         | Pacific Racing         | -                  | 3                  | 2               | -                  | -                            | -               | 2                  | -                 | -               | -                  | 7      |
|        | Laurent Redon       | Frankrijk        | DAMS                   | 1                  | -                  | -               | -                  | -                            | -               | 3                  | -                 | -               | 3                  | 7      |
| 10     | Christian Pescatori | Italië           | Durango Équipe         | -                  | -                  | -               | -                  | 2                            | 3               | -                  | -                 | -               | -                  | 5      |
|        | Oliver Tichy        | Oostenrijk       | RSM Marko              | -                  | -                  | 1               | -                  | -                            | -               | -                  | -                 | -               | 4                  | 5      |
| 12     | Thomas Biagi        | Italië           | Auto Sport Racing      | -                  | -                  | -               | -                  | -                            | -               | 1                  | 1                 | 2               | -                  | 4      |
| 13     | Pedro Couceiro      | Portugal         | Madgwick International | 2                  | -                  | -               | -                  | -                            | -               | -                  | -                 | -               | -                  | 2      |
|        | Patrick Lemarié     | Frankrijk        | Pacific Racing         | -                  | 2                  | -               | -                  | -                            | -               | -                  | -                 | -               | -                  | 2      |
|        | Fabrizio Gollin     | Italië           | Durango Équipe         | -                  | -                  | -               | -                  | -                            | -               | -                  | 2                 | -               | -                  | 2      |
|        | Elton Julian        | Verenigde Staten | Nordic Racing          | -                  | -                  | -               | -                  | -                            | -               | -                  | -                 | -               | 2                  | 2      |
| 17     | Luca Rangoni        | Italië           | Shannon Racing         | -                  | 1                  | -               | -                  | -                            | -               | -                  | -                 | -               | -                  | 1      |
|        | Cyrille Sauvage     | Frankrijk        | Apomatox               | -                  | -                  | -               | -                  | -                            | -               | -                  | -                 | -               | 1                  | 1      |

1985 ·
1986 ·
1987 ·
1988 ·
1989 ·
1990 ·
1991 ·
1992 ·
1993 ·
1994 ·
1995 ·
1996 ·
1997 ·
1998 ·
1999 ·
2000 ·
2001 ·
2002 ·
2003 ·
2004